# Labroidei
A Labroidei a sugarasúszójú halak (Actinopterygii) osztályába és a sügéralakúak (Perciformes) rendjébe tartozó alrend.

## Rendszerezés
Az alrendbe az alábbi 6 család tartozik
- bölcsőszájúhal-félék (Cichlidae)
- fövenyhalfélék (Embiotocidae)
- ajakoshalfélék (Labridae)
- Odacidae
- korállszirtihal-félék (Pomacentridae)
- papagájhalfélék (Scaridae)